# Британская Гвиана
Британская Гвиана (англ. British Guiana, также пишется Гайана Guyana) — бывшая британская колония на северном побережье Южной Америки, с 1966 года известная как независимая Гайана.
Голландцы стали первыми европейцами, которые поселились в регионе, начиная с начала XVII века. Здесь они основали колонии Эссекибо и Бербис, а в середине XVIII века присоединили к ним территорию Демерары. В 1796 году Великобритания взяла под свой контроль эти три колоний в ходе боевых действий с французами, которые несколько позже отбили эти земли и вернули их своим союзникам голландцам. Британия официально вернула Гвиану Батавской республике в 1802 году, но вновь захватили колонии уже через год во время наполеоновских войн. Гвиана была окончательно передана Соединённому Королевству в 1814 году, три колонии были объединены в единую колонию в 1831 году. Столицей колонии стал Джорджтаун (известный как Стабрук до 1812 года).
Англичане разрабатывали в колонии плантации сахарного тростника и импортировали множество африканцев в качестве рабов. Экономика стала более диверсифицированной, начиная с конца XIX века, но все равно опиралась на эксплуатацию ресурсов. Гайана получила независимость от Соединённого Королевства 26 мая 1966 года.

## История
Первым европейцем, обнаружившим побережье Гвианы, был сэр Уолтер Рэли, английский исследователь. В XVII веке англичане предприняли по крайней мере две неудачных попытки колонизировать земли, которые позже будут известны как Британская Гвиана и на которых голландцы основали две своих колонии — Эссекибо, находившуюся в ведении голландской Вест-Индской компании, и Бербис, в ведении Общества Бербиса. Голландская Вест-Индская компания основала третью колонию, Демерара, в середине XVIII века. Во время французских революционных войн конца XVIII века, когда Нидерланды были заняты французами, а Великобритания и Франция были в состоянии войны, Англия в 1796 году захватили гвианское побережье. Британский экспедиционный отряд был послан с Барбадоса, чтобы захватить колонии профранцузской Батавской республики. Колонии сдались без борьбы. Первоначально очень мало что изменилось в жизни колонистов, так как британцы согласились оставить в силе голландские законы.
В 1802 году Великобритания вернула колонии Батавской республике в соответствии с условиями Амьенского договора. Но после возобновления военных действий с Францией в период наполеоновских войн в 1803 году Великобритания вновь захватила Эссекибо, Бербис и Демерару. Три колонии были официально переданы Соединенному Королевству по англо-голландскому договору 1814 года. Великобритания продолжала раздельное управление колониями до 1822 года, когда были объединены Эссекибо и Демерара. В 1831 году к Эссекибо-Демераре присоединили Бербис, и объединённая колония стала называться Британской Гвианой.

## Экономика

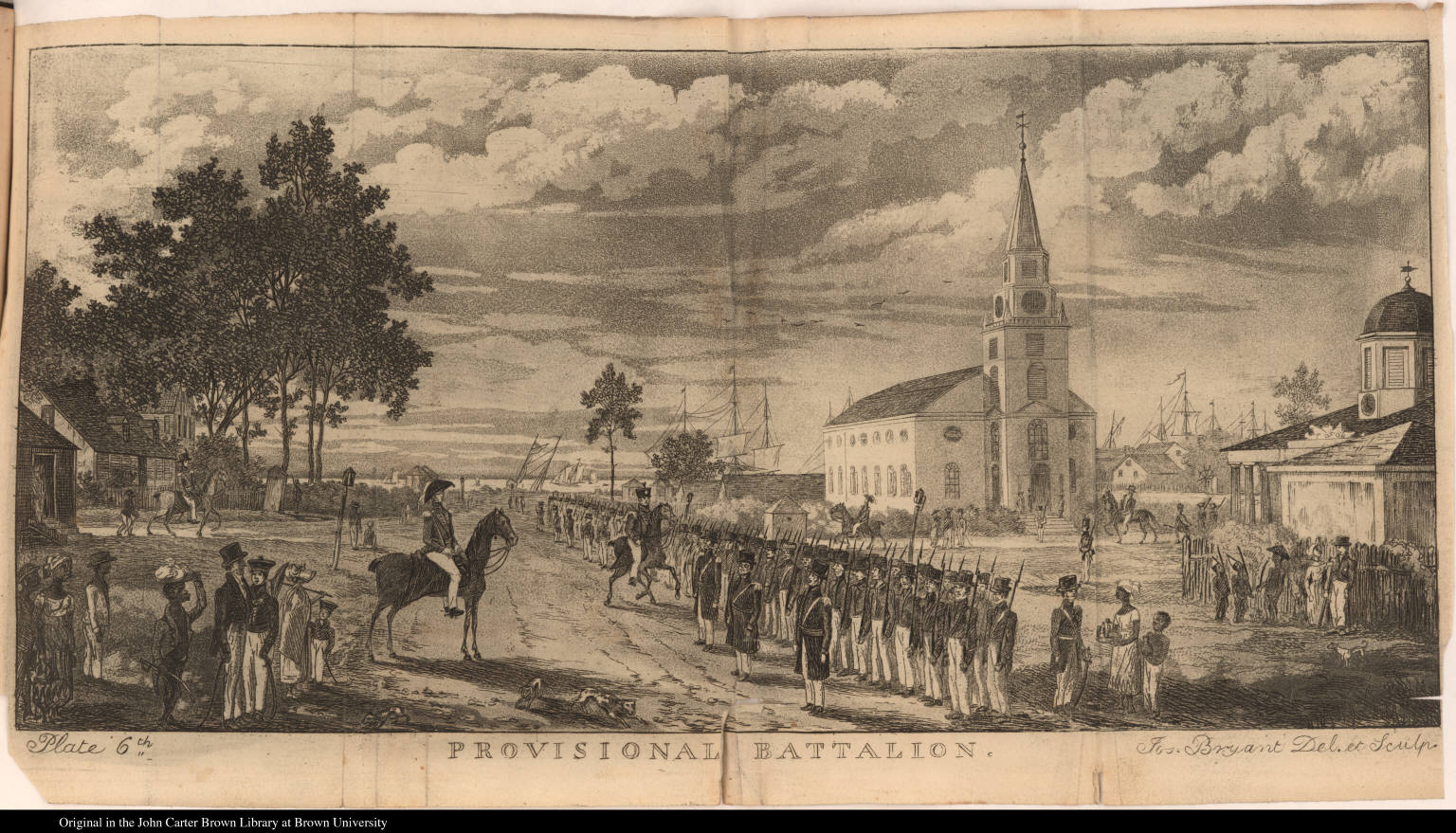
Восстание в Демераре, 1823

Экономика Британской Гвианы был полностью основана на производстве сахарного тростника до 1880-х годов, когда падение цен на тростниковый сахар стимулировало переход к рисоводству, горнодобывающей промышленности и лесному хозяйству. Тем не менее, сахарный тростник оставался основой экономики (в 1959 году сахар по-прежнему составлял почти 50 % экспорта Британской Гвианы). При голландцах хозяйственно-экономическая деятельность колонистов была сосредоточена вокруг плантаций сахарного тростника, лежавших вдали от побережья. При англичанах же посадки тростника были расширены до более плодородных прибрежных земель, с одновременным усилением защиты береговой линии. До отмены рабства в Британской империи сахарные плантаторы почти исключительно использовали рабский труд. По этой причине Джорджтаун был местом серьезного восстания рабов в 1823 году.
В 1880-х годах в Британской Гвиане были обнаружены запасы золота и алмазов, но они не дали значительного дохода. Бокситовые месторождения оказались более перспективными и стали важной частью экономики. В целом колонии по-прежнему не имели какой-либо значительной обрабатывающей промышленности, кроме сахарных и рисовых заводов, лесопилок и некоторых мелких предприятий (в том числе пивоварен, мыловаренного завода, кондитерской фабрики).
Лондонский пищевой холдинг Booker Group доминировал в экономике Британской Гвиане. Он владел сахарными плантации колонии с начала XIX века, а к концу века получил контроль над большинством из них (к 1950 году в его собственности находились все плантации, кроме трех). С ростом успеха и богатства Booker Group расширил и диверсифицировал свои активы за счет инвестиций в ром, фармацевтические препараты, издательское дело, рекламу, магазины розничной торговли, лесоматериалы и нефть. Холдинг стал самым крупным работодателем в колонии, в результате чего некоторые стали называть регион «Гвиана Букера».

### Железные дороги
Британские колонисты построили первую железнодорожную систему в Южной Америке в Британской Гвиане в 1848 году — 61 миля стандартной колеи от Джорджтауна до Розиньоля и 19 миль линии между Фреден-Хопом и Парика. Несколько узкоколейных линий были построены для нужд сахарной промышленности, другие — для нужд шахтеров.
В 1948 году, когда была закрыта Бермудская железная дорога, локомотивы, подвижной состав, рельсы, шпалы и практически все связанные с ними принадлежности были отправлены в Британскую Гвиану для ремонта изношенной системы.
Линии перестали действовать в 1972 году, но большая центральная станция все еще стоит в Джорджтауне. Некоторые из отдаленных шахт до сих пор используют узкоколейные линии.

## Политика
Англичане долго сохраняли формы голландского колониального правления в Британской Гвиане. Политическое Управление (Court of Policy) осуществляло законодательные и исполнительные функции под руководством колониального губернатора (1831—1966). Группа, известная как финансовые представители, совещались с Управлением по вопросам налоговой политики. Большинство членов Управления назначались губернатором; остальных назначала Коллегия выборщиков (Kiezers). Выборщики, в свою очередь, избирались крупными землевладельцами с учетом имущественного ценза. По этой причине в начале XX века в Управлении преобладали сахарные плантаторы и их представители.
В 1891 году Коллегия выборщиков была упразднена в пользу прямых выборов состава Управления. Его состав стал наполовину избираться и наполовину назначаться, а все финансовые представители стали выборными. Исполнительные функции Управления были переданы новому Исполнительному совету под контролем губернатора. цензы для избирателей и кандидатов в Совет были значительно смягчены.
В 1928 году британское правительство отменило голландскую конституцию и заменило ее конституцией коронных колоний. Был образован Законодательный совет, а административные полномочия губернатора были усилены. Эти конституционные изменения не были популярны среди гвианцев, которые рассматривали их как шаг назад.
В 1938 году была сформирована Королевская комиссия Вест-Индии, чтобы исследовать экономическое и социальное состояние всех британских колоний в Карибском регионе на предмет гражданских и трудовых нарушений, внимание к которым привлекли рабочие выступления этого десятилетия. Среди других изменений, Комиссия рекомендовала некоторые конституционные реформы. В результате в 1943 году большинство мест в Законодательном совете стали выборными, имущественный ценз для избирателей и для кандидатов в Совет были снижены, а запрет на избрание в Совет женщин и духовенства был отменен. Губернатор сохранил контроль над Исполнительным советом, который имел право вето и принятия законов против воли Законодательного совета.
Очередной раунд конституционных реформ начался в 1953 году, когда был создан двухпалатный законодательный орган, состоявший из нижней палаты (Палаты Собраний) и верхней (Государственного совета). Членство в Палате собраний был полностью выборным. Состав Государственного совета формировался губернатором и Палатой собраний. Политическое Управление стало исполнительным органом, состоявшим из губернатора и других колониальных чиновников. Выборы стали всеобщими, цензы отменены.
Выборы 27 апреля 1953 года в рамках новой системы вызвали серьезный конституционный кризис. Народная прогрессивная партия (НППГ) получила 18 из 24 мест в Палате собраний. Этот результат встревожил британское правительство, которое было удивлено успехом НППГ и рассматривало ее про-коммунистическую организацию. Опасаясь коммунистического влияния в колонии, британское правительство приостановило действие конституции, объявило о введении чрезвычайного положения и ввело войска 9 октября 1953 года. Под руководством британского колониального губернатора регион жил под прямым управлением метрополии до 1957 года. Тем не менее, 12 августа 1957 года были проведены новые выборы, и НППГ получила 9 из 14 выборных мест в новом законодательном органе.
Конституционная конвенция, созванная в Лондоне в марте 1960 года, привела к созданию нового законодательном органе, который должен был состоять из избираемой Палаты собраний (35 мест) и назначаемого Сената (13 мест). В ходе последовавших выборов 21 августа 1961 года НППГ получила 20 мест в Палате собраний, что давало право как партии большинства назначить 8 сенаторов. После выборов 1961 года Британская Гвиана стала самоуправляемой, за исключением обороны и внешних вопросов. Лидер партии большинства стал премьер-министром и главой правительства — Совета министров, заменившего бывший Исполнительный совет.
С 1962 по 1964 год массовые беспорядки, забастовки и другие нарушения, вытекавшие из расовых, социальных и экономических конфликтов, задержали обретение полной независимости Британской Гвианы. Лидеры политических партий сообщили британскому колониальному секретарю, что они не смогли прийти к согласию по остальным деталям формирования независимого правительства. Британский Колониальный офис вмешался, предложив свой собственный план независимости, в частности, потребовав еще одни выборы в рамках новой системы пропорционального представительства. Великобритания ожидала, что эта система позволит сократить количество мест для НППГ и не допустить получения ею большинства.
В декабре 1964 года выборы в новый законодательный орган дали НППГ 45,8 % мест (24 мандата), про-британские Народный национальный конгресс (ННК) получил 40,5 % (22 места) и «Объединенные силы» (ОС) — 12,4 % (7 мест). ОС согласились сформировать коалиционное правительство с ННК, и, соответственно, лидер ННК стал новым премьер-министром. В ноябре 1965 года на конференции в Лондоне была достигнута договоренность о новой конституции независимой, которая установила дату независимости — 26 мая 1966 года. В этот день, в 12 часов ночи, Британская Гвиана стала Гайаной.

### Территориальные споры

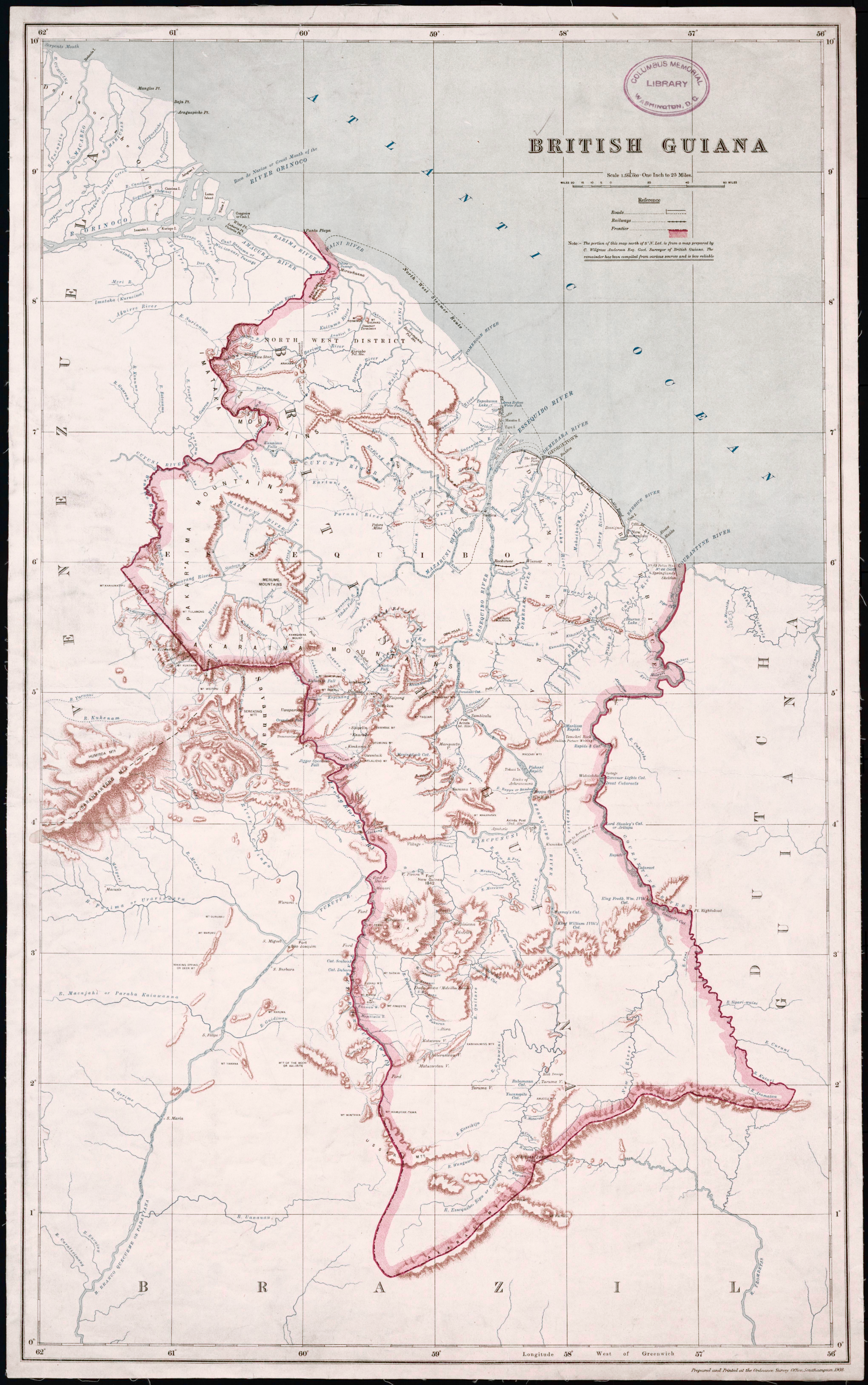
Британская Гвиана, 1908

#### Западная граница с Венесуэлой
В 1840 году британское правительство поручило Роберту Герману Шомбургку обследовать и демаркировать западную границу Британской Гвианы с получившей независимость Венесуэлой. Венесуэла не признала линию Шомбургка, которая помещала весь бассейн реки Кайуни в пределы колонии. Венесуэла же определяла все земли к западу от реки Эссекибо как часть своей территории.
Спор продолжался в течение полувека, достигнув кульминации в период Венесуэльского кризиса 1895 года, когда Венесуэла стремилась использовать американскую доктрину Монро, чтобы добиться поддержки своей позиции. Президент США Гровер Кливленд использовал дипломатическое давление, чтобы заставить британцев пойти на арбитраж. Тем не менее, арбитражный суд в Париже в 1898 году передал около 94 % спорной территории Британской Гвиане. Стороны приняли границу в 1905 году.
В 1962 году Венесуэла возобновила свои требования, утверждая, что арбитражное решение является недействительным. Юрисконсульт Венесуэлы Северо Маллет-Превос опубликовал письмо, в котором рассказывал, что судьи трибунала действовали ненадлежащим образом в результате тайного сговора между Россией и Великобританией. Британское правительство отвергло обвинения, утверждая справедливость арбитража 1899 года. Правительство Британской Гвианы под руководством НППГ также решительно отвергло требования Венесуэлы. Усилия, предпринимаемые всеми сторонами, чтобы решить этот вопрос накануне независимости Гайаны в 1966 году, не дали результата. На сегодняшний день спор остается нерешенным.

#### Восточная граница с Суринамом
Роберт Шомбургк также демаркировал восточную границу колонии с голландской колонией Суринам. В рамках арбитража 1899 года между Британской Гвианой и Венесуэлой была сделана ссылку на границе с Суринамом по реке Курантен, которая была названа как река Кутари. Нидерланды заявили дипломатический протест, указав, что Нью-Ривер, а не Кутари должна рассматриваться как естественная граница между колониями. Британское правительство в 1900 году проигнорировало голландские доводы.
В 1962 году Нидерланды от имени Суринама, который стал составной частью Королевства, наконец, официально потребовали «треугольник Нью-Ривер» (междуречье Нью-Ривер и Кутари). Колониальное правительство Суринама, а после 1975 года — независимое правительство Суринама, — поддерживало голландскую позицию, в то время как правительство Британской Гвианы, а позже независимое гайанское правительство, — британскую. Спор также остается нерешенным.